# Dački ratovi
Dački ratovi bio je niz vojnih sukoba vođenih, najprije 86. – 89., te 101-102. i 105-106. godine između Rimskog Carstva i države Dačana (područje moderne Rumunjske).  Glavni protagonisti rata bili su dački kralj Decebal i rimski carevi Domicijan i Trajan.

## Domicijanov dački rat
Domicijanov dački rat naziv je za vojni pohod koji je između 86. i 89. godine rimski car Domicijan vodio protiv dačkih plemena na čelu s kraljem Decebalom.
Povod su bili dački upadi 85. i 86. godine preko Dunava u tadašnju rimsku provinciju Meziju. Rimljani pokrenuli pohod s ciljem pokoravanja Dacije, ali završio je katastrofom kada su Dačani 87. kod Tape iz zasjede uništili V. legiju. Sljedeće godine Rimljani su pokrenuli još jedan pohod te na istom mjestu osvetili prošlogodišnji poraz. Međutim, logistički razlozi i pobuna germanskih plemena uz Dunav su Domicijana potakli da prihvati mirovnu ponudu kojom se Decebal prihvatio rimsko vrhovništvo.
Mir je potrajao sve do 101. godine kada je protiv Decebala car Trajan pokrenuo novi rat.

## Prvi dački rat
Nakon što je naslijedio Nervu, Trajan je zimu 98./99. godine proveo na Dunavskom frontu. Vjerojatno se na pohod odlučio već tada. Posjet nije bio bezrazložan; iza njega je ostao uređen sustav cesta putem kojih je u ožujku 101. osobno poveo kampanju. Kao razlog njegove akcije antički pisac Kasije Dion navodi ove riječi: “Uzeo je u obzir njihova prošla djela i bio je razočaran količinom novca kojeg su primali godišnje i opazio je da su njihova moć i ponos u usponu."
Nakon pomnih priprema u konačnici je okupljena golema vojska. Na pohod je krenulo devet legija s brojnim augzilijarnim (pomoćnim) postrojbama. Polazište vojske bio je Viminacij (današnji Kostolac u Srbiji), tradicionalna baza ratnih kampanja preko Dunava te ujedno i najlakše mjesto za njegov prijelaz. Točka na kojoj su Rimljani prešli Dunav pomoću pontonskog mosta bila je Lederata (Palanka), smještena u blizini tzv. Željeznih vrata, prolazu među karpatskim gorjem koji je vodio prema dačkoj prijestolnici Sarmizegetuzi. 
Isprva, Dačani su provodili politiku izbjegavanja bitke i taktiku spaljene zemlje. Prvi veći sukob odvio se kraj mjesta Tapae. Kasije Dion zabilježio je da su prije bitke Dačani donijeli veliku gljivu na kojoj je na latinskom bio ispisan poziv Rimljanima da se okrenu i zadrže mir. Pobjedu su nakraju odnijeli Rimljani iako je bitka bila vrlo krvava. Decebal je zimi iste godine pokrenuo ofenzivu na Meziju, pozivajući savezničke Roksolane da se pridruže pohodu. Trajan je odgovorio brzom protuakcijom u kojoj su Dačani i njihovi saveznici opkoljeni i sasječeni. Nakon još nekoliko manjih pobjeda rimske vojske, godine 102. završen je Prvi Dački rat.
Ugovorenim mirom ostvarena je formalna predaja Dačana pod čvrstim rimskim diktatom. Utvrđeno je da Decebal preda sve rimske dezertere u svojim redovima te je dato obećanje da se isti više neće regrutirati. Također, dački je kralj morao prihvatiti i rimsku vojnu postrojbu u Sarmizegetuzi i neke manje odrede u okolnim utvrdama.

## Drugi dački rat
Mir se pokazao varljivim jer je Decebal prekršio sporazum napavši u to vrijeme savezničke Jazige (živjeli su u području Tise). Nakon što je Decebal ponovno proglašen neprijateljem države, Trajan je krenuo u drugi rat nakon samo tri godine mira. Velika promjena u odnosu na prvi pohod bila je mogućnost prelaska vojske preko mosta iznad Dunava, izgrađenog kod Drobete (Turnu Severin). Tvorac mu je bio čuveni Apolodor iz Damaska.
Druga velika razlika u ovom ratu bila značajna inferiornost Decebalovih snaga u odnosu na rimske trupe. Glavni napad pokrenut je 106. godine s ciljem zauzimanja Sarmizegetuze, glavnog dačkog političkog centra. Očajni branitelji nakon kratke opsade zapalili su grad i počinili kolektivno samoubojstvo trovanjem.  
Iako je glavni grad pao, Decebal se povukao još sjevernije u namjeri da okupi posljednje sljedbenike i vodi gerilski rat. Rimljanima su se polako predavali preostali obeshrabreni dački plemići, a stanoviti Biklis odao je lokaciju zakopanog blaga pohranjenog ispod rijeke Sargetije, čije su ukopavanje obavili rimski zarobljenici. Decebal se ipak uporno borio, povukavši se u nepristupačnije dijelove Karpatskog gorja. Zadaća hvatanja kralja pala je na konjičke jedinice i Tiberija Klaudija Maksima. Tiberije je bio čovjek koji je odrubljenu Decebalovu glavu osobno donio Trajanu, iako je sam Decebal prethodno izvršio samoubojstvo, radije nego da postane rimski zarobljenik. Ovim činom rat je bio završen.
Zgrnuti plijen je zajedno s ratnim zarobljenicima krenuo prema Rimu, gdje je na njegovim ulicama proslavljen veličanstveni trijumf. Decebalova glava potom je bačena niz Scalae Gemoniae, mjesto u Rimu gdje su se tijela rimskih neprijatelja redovito prikazivala i bila ostavljena da trunu.

## Posljedice rata
Otprilike 50.000 zarobljenika odvedeno je okovano lancima u Rim, gdje su živote završili u gladijatorskim igrama, krvareći za zabavu širokih rimskih masa. Mnogo muškog stanovništva palo u bitkama, a razmjerno veliki broj odveden je i prodan u roblje. Nestankom vlastitog političkog centra i plemićke kaste, lišeni velikog karizmatičnog vođe većina preostalog naroda i nije imala velike uvjete za samostalno preživljavanje. Iako su se u prošlosti postavljale teze da je uslijedila velika eksterminacija njihovog pučanstva koje je vođeno nakon završetka ratova, činjenica da je određeni dio stanovništva morao preživjeti. Nekima je život pošteđen prije ako su se tijekom rata odrekli vlastite podređenosti Decebalu, dok su neki mogli izbjeći i iseliti se iz područja kojima je Rim sad suvereno vladao. Ipak, etnicitet Dačana nije imao više velike izglede da preživi tako da je njihovo ime polako nestajalo s prostora pod utjecajem romanizacije. Oni koji su možda pobjegli vjerojatno su se utopili u široj masi okolnih sarmatskih plemena, te tako izgubili svoje ime.
Dački ratovi su bili i vrlo unosni. Nakon Trajanova povratka u Rim može se opaziti nevjerojatna “orgija” u kojoj je utrošena ogromna količina novca u javnoj gradnji i novčanim davanjima. Ovaj se događaj najvjerojatnije može dovesti u vezu s ogromnim količinama zlata i srebra koje zaplijenjeno tijekom i nakon ratova. Od reprezentativnih novoizgrađenih građevina mogu se navesti: Naumahija (mjesto za odigravanje pomorskih bitki) te Opijanove i Trajanove kupke, a nadograđen je i Cirkus Maximus. Ipak sve ove građevine veličinom i ljepotom nadvisio je novi forum. Tvorac i arhitekt Trajanova foruma, posljednjeg i najvećeg foruma među svim ikada izgrađenim također je bio Apolodor. 
Na pokorenom prostoru organizirana je nova rimska provincija Dacija (Dacia). Upravno središte provincije bilo je u novoosnovanoj koloniji Sarmizegetuzi Ulpiji, izgrađenoj u ravnici u podnožju Karpata, za razliku od dačke planinske utvrde. Formirajući novu provinciju sjeverno od Dunava, stare provincije južno od te rijeke iznenada su se našle u mnogo sigurnijem okruženju. Vodena granica nikad nije jamčila potpunu sigurnost i pokazala se propusnom, završivši s nekoliko pljačkaških upada. Formiranjem novog rimskog teritorija na sjeveru, na prostoru južno od Dunava uslijedilo je novo razdoblje znatne urbanizacije i prosperiteta stanovništva.
Dugoročno, provincija se sa svojim izbočenim položajem sjeverno od Dunava pokazala ipak neodrživom. Već je za vrijeme Markomanskih ratova stanje bilo vrlo napeto. Područje u blizini Dacije bilo je stalno migracijsko područje brojnih barbarskih naroda, osobito Gota. Kolika je opasnost prijetila provinciji pokazuje njihov veliki pohod koji je krvavo ugušen kod Niša s čak 50.000 germanskih žrtava. U vrijeme jednog od obnovitelja carstva, cara Aurelijana, prostor Dacije je napušten iako je sam car osnovao novu provinciju Daciju, na desnoj obali Dunava od dijelova Mezije i Trakije. S povlačenjem legija došlo je i do masovnog iseljavanja romaniziranog stanovništva, a time i nestajanja rimske kulture na području koje i nije imalo dovoljno vremena da se u cijelosti romanizira. Plodovi Trajanovog ratovanja nakraju su ipak izgubljeni radi lakše i stabilnije kontrole vojnih granica u turbulentnom 3. stoljeću.